# Луцька гімназія № 14
Луцький ліцей № 14 імені Василя Сухомлинського — один з провідних навчальних закладів міста Луцька. Повна назва — комунальний заклад загальної середньої освіти «Луцький ліцей № 14 імені Василя Сухомлинського Луцької міської ради».

## Історія
1.09.1944 року — розпочалося навчання у Гнідавській семирічній школі.
1944–1959 роки — школа була семирічною.
1947 року — рішенням виконавчого комітету Гнідавської сільської ради школі було передано будинок по вул. Перехресній. У травні під навчальні приміщення передано будинок по вул. Поворотній, 9. У школі навчалося 270 дітей.
1960–1978 роки — Гнідавська школа стала восьмирічною.
1.09.1978 року — здано в експлуатацію нове триповерхове приміщення середньої школи на 1176 учнівських місць.
1991–1995 роки — навчальний заклад функціонує як школа-гімназія.
1996 року — одержано статус гімназії.
2014 рік — запропоновано присвоїти почесне ім'я Василя Сухомлинського до 70 річниці з дня заснування гімназії. Питання виносилося на сесію Луцької міськради в червні 2014 року
2015 рік — присвоєно почесне імені Василя Сухомлинського, зустріч з Ольгою Сухомлинською.

## Статистичні дані
Кількість учнів — 1000, вихованців дошкільного відділення — 216.
Педагогічний колектив гімназії налічує 136 вчителів, з них:
- спеціалістів з вищою категорією — 78;
- вчителів-методистів — 37;
- старших вчителів — 12;
- викладачів вишів — 23 (в тому числі 20 кандидатів наук, 1 докторант);
- відмінників освіти України — 23;
- дипломантів всеукраїнського конкурсу «Вчитель року» — 12;
- переможців всеукраїнського конкурсу «Вчитель року» — 2;
- заслужений вчитель України — 4.

У 2020 році гімназія потрапила до рейтингу найкращих навчальних закладів України за підсумками ЗНО.